# Aurora (Minnesota)
Aurora es una ciudad ubicada en el condado de St. Louis en el estado estadounidense de Minnesota. En el Censo de 2010 tenía una población de 1682 habitantes y una densidad poblacional de 168,03 personas por km².

## Geografía
Aurora se encuentra ubicada en las coordenadas 47°31′52″N 92°14′27″O / 47.53111, -92.24083. Según la Oficina del Censo de los Estados Unidos, Aurora tiene una superficie total de 10.01 km², de la cual 9.69 km² corresponden a tierra firme y (3.18%) 0.32 km² es agua.

## Demografía
Según el censo de 2010, había 1682 personas residiendo en Aurora. La densidad de población era de 168,03 hab./km². De los 1682 habitantes, Aurora estaba compuesto por el 98.22% blancos, el 0.24% eran afroamericanos, el 0.48% eran amerindios, el 0.12% eran asiáticos, el 0% eran isleños del Pacífico, el 0% eran de otras razas y el 0.95% pertenecían a dos o más razas. Del total de la población el 0.54% eran hispanos o latinos de cualquier raza.